# Селятино (Москва)
Селятино — бывшее село на западе современной Москвы, существовавшее в XIV—XVI вв. Располагалось на территории современного района Проспект Вернадского.
Село Селятино принадлежало московским митрополитам и относилось к селу Троицкое-Голенищево. Согласно грамоте, датируемой XIV веком, в этой местности проживал митрополичий «коровник» по имени Селята, по которому и была названа деревня. Спустя некоторое время в ней была построена церковь, после чего Селятино стало селом.
Главной дорогой этого округа была крупная Можайская дорога. Также важное значение имела Калужская дорога. В районе Селятина от неё отделялась Боровская дорога, которая вела к городу Боровску, центру удела серпуховских князей. Аверьянов К. А. писал, что жители Селятина часто страдали из-за близости села к оживленной дороге, о чем свидетельствуют подаваемые князю челобитные. Княжеские гонцы и войсковые разъезды зачастую реквизировали продовольствие, не расплачиваясь за него. Также село затронули боевые действия. В результате, к концу XVI века летописи и документы больше не упоминают о нем. После моровой язвы 1655 года, в результате которой сократилось население подмосковных сел, на месте бывшего села была основана деревня Никольское, которую населили белорусы из недавно присоединенных городов.